# Martiria
Martiria es una banda italiana de Epic metal. Fundada en el año 1987.

## Historia

### Los inicios (1987-1988)
Martiria fue fundada en 1987 por Andy "Menario" Menarini. Al principio la banda tenía un sonido en el estilo "Doom" de Candlemass y Black Sabbath.
En el 1988 los artistas se separaron para experimentar cada uno sus propios proyectos.

### El retorno (2003-)
En 2003 Andy Menario después de trabajos de estudio con DUNWICH ( "Black Widow Records" y "Pick up Records") encuentra Dario Daneluz, un cantante con experiencias de soul-dance y rock nu-metal.
Con él y con Maurizio Capitini (batería, ex Astaroth) y Derek Maniscalco (bass) la banda es otra vez activa.
En noviembre de 2003, Andy Menario contacta con la ayuda de Bill Tsamis (Warlord) a Rick Anderson (exvocalista de los Warlord) que acepta de ser la nueva voz de los Martiria.
En el mismo periodo, Menario encuentra a Marco Roberto Capelli, poeta y escritor italiano, que acepta de escribir las líricas por el grupo.
En el 2011 Rick Anderson y Andy Menario deciden de separarse, para aumentar el número de eventos live. Rick Anderson vuelve con los Warlord y un nuevo cantante, Flavio Cosma entra en el grupo.
En el 2013 el baterista Vinny Appice, ex Black Sabbath, accepta de realizar un nuevo CD con el grupo Martiria. El CD es publicado en el 2014 con el título de "R-Evolution" por Rocksector UK (Europa, Asia y África) y Hellion Records BR (Norte y Sur America).

## Formación actual
- Flavio Cosma: Voz (2013-Actualidad)
- Andy Menario: Guitarras (1987-Actualidad)
- Vinny Appice: Batería (2013-Actualidad)(ex Black Sabbath, Dio)
- Derek Maniscalco: Bass (2003-Actualidad)
- Marco Roberto Capelli: Líricas (2003-Actualidad)

## Ex Members
- Rick Anderson: Voz (2003-2011)(now Warlord)

## Discografía
| Año  | Título                                                              |
| ---- | ------------------------------------------------------------------- |
| 2004 | "The Eternal Soul"                                                  |
| 2005 | "The Age of the Return"                                             |
| 2008 | "Time of Truth"                                                     |
| 2011 | "On the way back"                                                   |
| 2012 | "Roma S.P.Q.R"                                                      |
| 2013 | "Double CD: The Eternal Soul (reissue) + Live at Play it Loud 2009" |
| 2014 | "R-Evolution (feat.Vinny Appice)"                                   |